# DeWitt Clinton

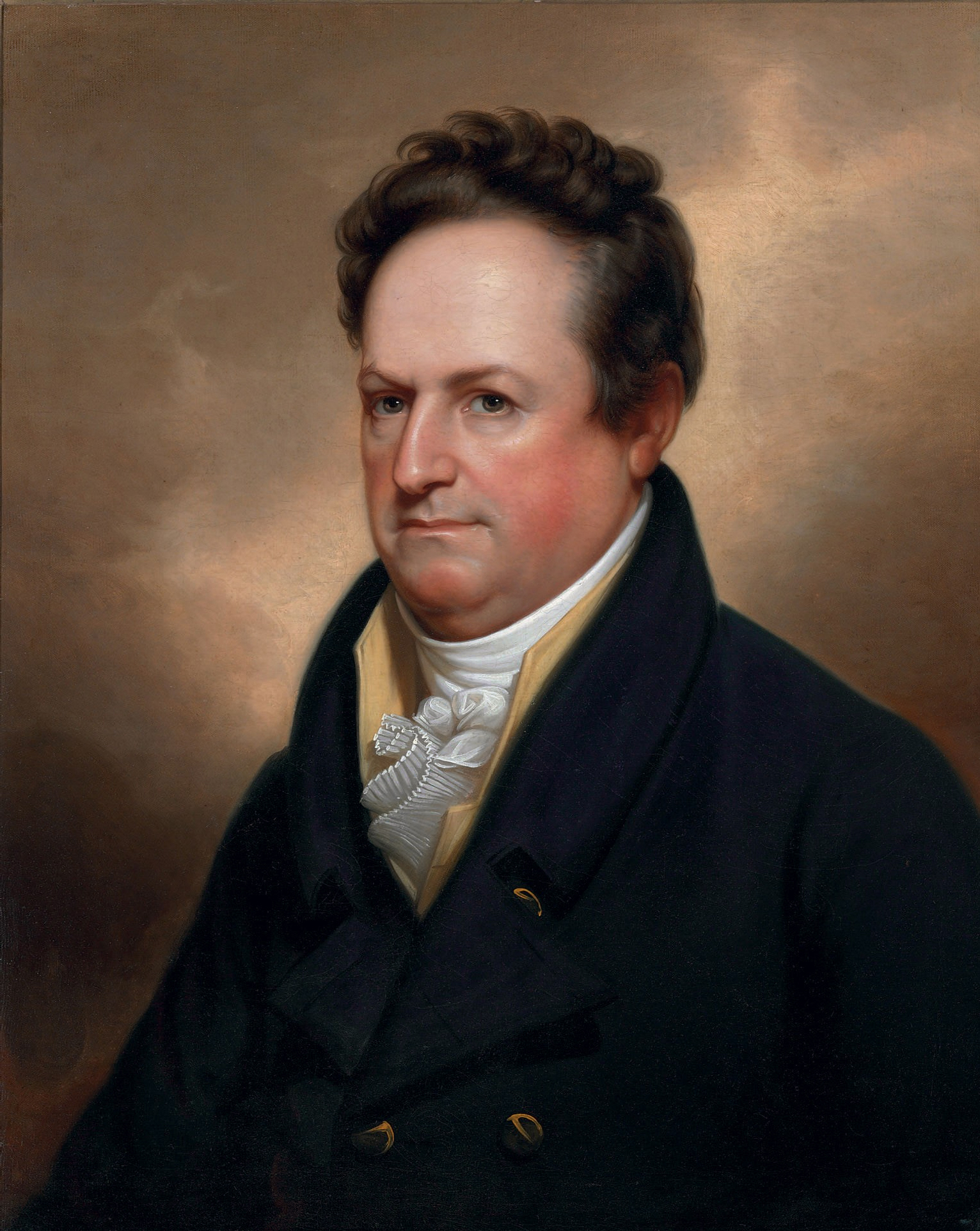
DeWitt Clinton

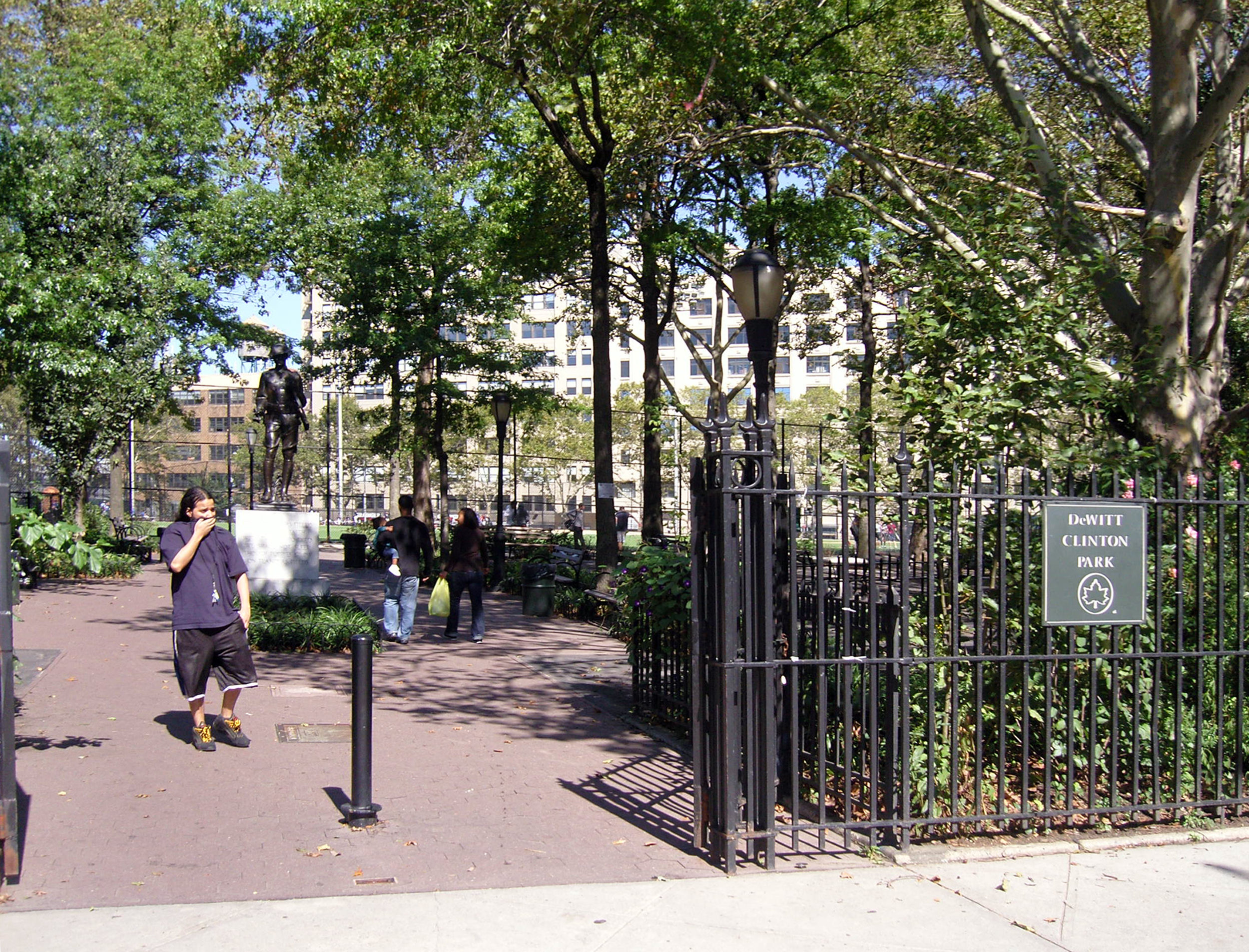
DeWitt Clinton Park, Manhattan (Bildmitte links: Doughboy-Monument von Burt Johnson (1890–1927))

DeWitt Clinton (* 2. März 1769 in Little Britain, Orange County, Provinz New York; † 11. Februar 1828 in Albany, New York) war ein US-amerikanischer Politiker. Er war Bürgermeister von New York City und später Gouverneur des Bundesstaates New York.

## Leben
DeWitt Clinton wurde 1769 als Sohn des Armee-Hauptmanns James Clinton geboren, der später während des Unabhängigkeitskrieges den Rang eines Generalmajors im  Nördlichen Departement der Kontinentalarmee bekleidete. DeWitt Clinton studierte Jura an der heutigen Columbia University und schloss das Studium 1786 ab. 1790 wurde er Privatsekretär bei seinem Onkel George Clinton, dem Gouverneur des Staates New York und späteren US-Vizepräsidenten. Kurze Zeit später trat er in die Demokratisch-Republikanische Partei ein, für die er von 1797 bis 1802 in der New York State Assembly saß. Anschließend wurde er in den Senat der Vereinigten Staaten gewählt. Er gab diesen Sitz aber 1803 wieder auf, da er unzufrieden über die Lebensverhältnisse im neu erbauten Washington, D.C. war, und wurde Bürgermeister von New York. Als solcher amtierte Clinton drei Amtszeiten: von 1803 bis 1807, von 1808 bis 1810 und von 1811 bis 1815. Außerdem war er in dieser Zeit Mitglied des Staatssenats von New York (1806–1811) und Vizegouverneur (1811–1813).
1812 war Clinton als Protest gegen den innerparteilich nicht durchgängig beliebten Präsidenten James Madison Kandidat desjenigen Flügels der Democratic Republicans, welcher sich gegen einen Krieg gegen Großbritannien aussprach, für das Amt des Präsidenten der Vereinigten Staaten und wurde außerdem von der Föderalistischen Partei unterstützt, die gar keinen Kandidaten nominierte, aber auch nicht verhinderte, dass mit Rufus King ein echter Föderalist kandidierte und Clinton einige wenige Stimmen abnahm. In der Abstimmung unterlag er dem amtierenden Präsidenten; Clinton und sein Running Mate für das Amt des Vizepräsidenten, Jared Ingersoll, erhielten im Electoral College nur 89 Wahlmännerstimmen, Madison und Elbridge Gerry hingegen 128. 1816 wurde Clinton in die American Academy of Arts and Sciences gewählt.
Von 1817 bis 1822 sowie von 1825 bis zu seinem Tod im Jahr 1828 war DeWitt Clinton Gouverneur von New York. In dieser Funktion setzte er sich für den Bau des Eriekanals ein, der die Großen Seen mit dem Hudson River im Staate New York verbindet. Clinton weihte den Kanal 1825 ein. Die durch den Lastverkehr auf dem neuen Kanal bewirkte Verringerung der Transportkosten zwischen dem Eriesee und dem Atlantik beschleunigte die Besiedelung des Gebiets um die Großen Seen, weswegen auch mehrere neu gegründete Orte dort die Namen „DeWitt“ oder „Clinton“ tragen.
DeWitt Clinton war Freimaurer und Mitglied der „Holland Lodge No. 8“ in New York City.

## Familie
Er war verheiratet mit Maria Franklin aus New York City und nach deren Tod am 30. Juli 1818 in Mount Vernon, heiratete er am 21. April 1819 Catharine, Tochter von Doktor Thomas Jones aus New York. Mit seiner ersten Frau hatte er einen Sohn, George (geb. 1807 gest. 1885), der von 1842 bis 1843 Bürgermeister der Stadt Buffalo war. Neben George werden auch Franklin, Mary und Julia Catharine Clinton als seine Kinder genannt.
Sein jüngerer Bruder George wurde ebenfalls Politiker und saß von 1805 bis 1809 für den Staat New York im US-Repräsentantenhaus.
DeWitt Clinton starb im Alter von 58 Jahren in seinem Wohnhaus in Albany und liegt auf dem Green-Wood Cemetery in Brooklyn begraben.

## Namensgeber
Nach Clinton sind etliche geographische Orte benannt. Unter anderem:
- Clinton (Indiana)
- Clinton County (Iowa)
- Clinton County (Kentucky)
- Clinton County (Michigan)
- Clinton (Mississippi)
- Clinton County (Pennsylvania)
- Clinton County (Illinois)
- DeWitt County (Illinois)

## Veröffentlichungen
- Discourse before the N.Y. Historical Society. 1812
- Memoir on the Antiquities of Western New York. 1818
- Letters on the Natural History and Internal Resources of New York. 1822
- Speeches to the Legislature. 1823